# Canthium angustifolium
Canthium angustifolium är en måreväxtart som beskrevs av William Roxburgh. Canthium angustifolium ingår i släktet Canthium och familjen måreväxter. Inga underarter finns listade i Catalogue of Life.